# Pavel Čech
Pavel Čech  (* 5. listopadu 1968 Brno) je český malíř, autor komiksů, ilustrátor a tvůrce autorských knih. Vyučil se strojním zámečníkem, poté pět roků pracoval jako opravář v Královopolské strojírně a následně 15 let jako profesionální hasič. V roce 2004 toto povolání opustil a stal se profesionálním výtvarníkem a literátem.

## Literární tvorba
Pavel Čech se orientuje především na čtenáře předškolního a mladšího školního věku. Je autorem obrázkových pohádkových knih, které sám ilustruje. Jako autor komiksů od roku 2002 spolupracuje s časopisem Aargh!, pro který kreslí komiksy. Spolupracuje i s časopisy Stripburek a K9. Vydal řadu titulů, ve kterých dominují jeho inovativní ilustrace. Svými kresbami se podílel na tvorbě knihy např. Jana Skácela (Uspávanka s plavčíkem a velrybou) a Radka Malého (Listonoš vítr). Je autorem obálek děl Jiřího Kratochvila Noční tango nebo Brno nostalgické i ironické. Je autorem ilustrací v knize Miloše Menclera Štěstí najdeš na prýglu.

### Autorské knihy
- O Čertovi (Sursum, 2002)
- O zahradě (Brio, 2005)
- O Mráčkovi (Literární čajovna Suzanne Renaud, 2005)
- O klíči (Literární čajovna Suzanne Renaud, 2007)
- Tajemství ostrova za prkennou ohradou (Petrkov, 2009)
- Dobrodružství pavouka Čendy (Albatros, 2011)
- Dědečkové (Petrkov, 2011)
- Velké dobrodružství Pepíka Střechy (Petrkov, 2012)
- Dobrodružství Rychlé Veverky – Velký závod (Petrkov, 2012)
- Dobrodružství Rychlé Veverky – Poklad (Petrkov, 2013)
- Dobrodružství pavouka Čendy Sojčí pírko(2022)
- Dobrodružství pavouka Čendy – V lese (Petrkov, 2014)
- Dobrodružství pavouka Čendy – Vše ztraceno (Petrkov, 2014)
- Knížka pro dva (Petrkov, 2015)
- Dobrodružství Rychlé Veverky – Bludiště (Petrkov, 2015)
- Dobrodružství Rychlé Veverky – Přání (Petrkov, 2015)
- Dědečkové (2017)
- A (Petrkov, 2016)
- Vlak (Petrkov, 2017)
- O malíři (Petrkov, 2019)
- Dobrodružství Rychlé Veverky – Tajemná krabička (Petrkov, 2019)
- Dobrodružství Rychlé Veverky – Příběh z pravěku (Petrkov, 2023)

### Komiksy
Výběr z tvorby:
- A" (2016)
- Ruddy (2000)
- Hvězdář (2001)
- Hlubina (2003)
- Vzducholoď (2004)
- Pohádka (2005)
- Hvězda (2005)
- Jindrovo Jaro (2005)
- Kos František (2006)
- Kamarádi (2006)
- Morava (2007)
- O Červenáčkovi (2019)
- Vlaštovka
- Čert ze Špilberku - Brněnské pověsti
- Zapomenutý poklad - Haló, Brno
- Tajný výlet - Bobří stopou

## Ocenění
- 2010 – Cena Muriel za nejlepší původní český komiks (Tajemství ostrova za prkennou ohradou)
- 2012 – Cena Tiskáren Havlíčkův Brod za nejkrásnější dětskou knihu (Velké dobrodružství Pepíka Střechy)
- 2013 – Cena Magnesia Litera za knihu pro děti a mládež (Velké dobrodružství Pepíka Střechy)
- 2013 – Cena Muriel za nejlepší původní český komiks (Velké dobrodružství Pepíka Střechy)
- 2013 – Cena knihovníků Klubu dětských knihoven SKIP
- 2014 – Cena Zlatá stuha za komiks pro děti a mládež (Dobrodružství rychlé veverky)

## Výstavy
Seznam výstav od roku 1994:
- 1994, Brno – Studio Horizont
- 1997, Brno – Galerie Moravia
- 1998, Brno – Městské divadlo Brno
- 2000, Olomouc – Galerie Skácelík
- 2001, Brno – Galerie U Dobrého pastýře
- 2002, Lomnice u Tišnova – Synagoga
- 2002, Brno – Studio IN
- 2002, Praha – Solidní nejistota
- 2002, Praha – Galerie Tvrdohlaví
- 2003, Lysice – Státní zámek Lysice
- 2004, Brno – Moravské zemské muzeum
- 2005, Prostějov – DUHA
- 2006, Prostějov – DUHA
- 2008, Kostelec nad Orlicí – Městská knihovna
- 2011, Prštice – Galerie Aviatik
- 2011, USA, Texas, Dallas
- 2012, Pardubice – Východočeská galerie
- 2013, Brno – Divadlo Bolka Polívky
- 2016, Brno – hrad Špilberk
- 2017, Svitavy – Městské muzeum a galerie ve Svitavách
- 2017, Lomnice u Tišnova – Synagoga